# Isla de Espalmador
Espalmador (en catalán de Baleares: S'Espalmador) es una isla española situada en el mar Mediterráneo y al norte de la isla de Formentera, dentro del archipiélago de las islas Pitiusas, que a su vez pertenece al de las islas Baleares. La isla forma parte desde 1980 del Parque natural de las Salinas de Ibiza y Formentera. Tiene aproximadamente 2.925 m de longitud y 800 m de anchura (137 hectáreas). Posee una villa en la costa y la residencia del cuidador, ambas de propiedad privada como el resto de la superficie de la isla. La línea de la costa (seis metros de ancho desde la línea de marea) es dominio público marítimo, del mismo modo los caminos internos son públicos y propiedad del Consejo Insular de Formentera.
Su costa es acantilada, exceptuando una cala al sur y otra, más pequeña, al noroeste, que, por estar protegida por un pequeño islote, la Illa de Sa Torreta, constituye un lugar ideal para el refugio de embarcaciones. También contiene una pequeña laguna fangosa que era utilizada por los visitantes para tomar baños de lodo, aunque su utilización está sancionada con 1000 euros.
Espalmador se encuentra rodeada por otros pequeños islotes: Illa Castavi e Illa des Porcs (aquí se halla el faro de En Pou ). Sus playas son de agua transparente y de arena blanca; cuando la marea está baja se puede ir andando desde Formentera al islote a través del llamado paso de Es Trocadors, aunque las corrientes de la zona (en ocasiones bastante importantes) hacen desaconsejable esta práctica.
Los terrenos y edificios de isla pertenecen desde el 15 de marzo de 2018 a una familia de Luxemburgo, quienes han comprado el islote protegido a la familia Cinnamond, la cual lo poseía desde 1932.

## Playas
La isla tiene tres playas:
- Es Racó de S'Alga
- Cala Bosch
- Sa Torreta